# Edestads församling
Edestads församling var en församling i Karlskrona-Ronneby kontrakt, Lunds stift och Ronneby kommun. 
Församlingskyrka var Edestads kyrka.

## Administrativ historik
Församlingen har medeltida ursprung med en kyrka från 1200-talet.
Församlingen bildade fram till 1961 ett pastorat tillsammans med Hjortsberga församling och från 1962 med Listerby församling.
Församlingen uppgick 2002 i Listerby församling som 2010 uppgick i Ronneby församling.
Församlingskod var 108108.